# Rainer Pawkowicz

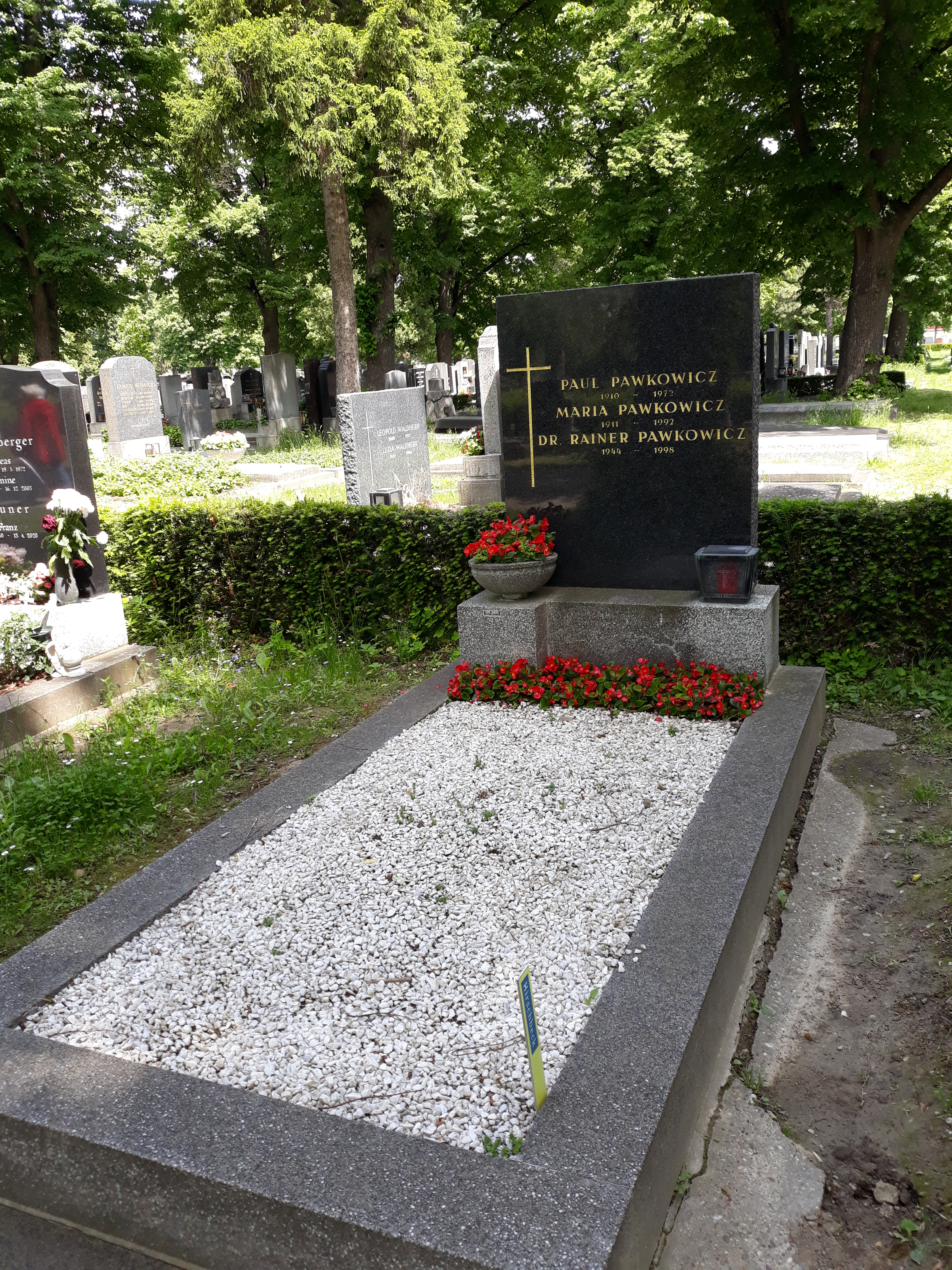
Das Grab von Rainer Pawkowicz auf dem Zentralfriedhof Wien

Rainer Pawkowicz (* 23. Jänner 1944 in Wien; † 28. März 1998 in Graz) war ein österreichischer Politiker (FPÖ). Pawkowicz war Klubobmann im Wiener Landtag und Gemeinderat, Nichtamtsführender Stadtrat in Wien sowie Abgeordneter zum Nationalrat.

## Ausbildung und Beruf
Pawkowicz besuchte die Volksschule in Knittelfeld und die Mittelschule in Wien. Nach der Matura 1962 studierte Pawkowicz Architektur an der Technischen Universität Wien, wobei er sein Grundstudium 1973 mit dem akademischen Grad Dipl.-Ing. abschloss. Pawkowicz setzte sein Studium an der Technischen Universität Graz fort und promovierte 1978 zum Dr. techn. Pawkowicz wurde während seines Studiums 1962 Mitglied der Burschenschaft Aldania Wien und gehörte von 1967 bis 1988 der Burschenschaft Olympia Wien an. Er war zweimal Vorsitzender des Wiener Korporationsringes.
Pawkowicz war als Werkstudent bei verschiedenen Baufirmen und in Architektenbüros als Planer und Bauleiter tätig. Nach dem Abschluss seines Studiums war er im Bereich Forschungsorganisation tätig und führte später Bauprojekte der Österreichischen Akademie der Wissenschaften durch. Ab 1996 war er Abteilungsleiter im Bundesministerium für wirtschaftliche Angelegenheiten, wobei er zuletzt auf Grund seiner politischen Tätigkeit ohne Bezüge karenziert war.

## Politik
Pawkowicz engagierte sich bereits an der Universität in der Österreichischen Hochschülerschaft (Fachschaft für Architektur und Bauingenieurwesen, Hauptausschuss der Technischen Universität Wien (stv. Vorsitzender), Zentralausschuss der Österreichischen Hochschülerschaft) und wurde am 3. November 1978 als Mitglied des Wiener Landtags und Gemeinderats angelobt. Am 9. Dezember 1987 wechselte er in den Stadtsenat, wobei er Nichtamtsführender Stadtrat ohne Ressort war. Pawkowicz wurde am 26. November 1990 von Hilmar Kabas als Stadtrat abgelöst, nachdem er bei den Nationalratswahlen 1990 ein Mandat errungen hatte. Pawkowicz wechselte in den Nationalrat, dem er vom 5. November 1990 bis zum 8. Dezember 1991 angehörte. Nach den für die FPÖ erfolgreichen Landtags- und Gemeinderatswahl in Wien 1991 kehrte Pawkowicz am 9. Dezember 1991 als Klubobmann in den Wiener Landtag und Gemeinderat zurück. Gleichzeitig wurde er 1991 zum FPÖ-Landesparteiobmann gewählt und war 1991 und 1992 Mitglied der Österreichischen Delegation im Europarat. Unter seiner Führung erreichte die FPÖ in der Folge bei der Landtags- und Gemeinderatswahl in Wien 1996 mit 27,9 Prozent das beste Wahlergebnis ihrer Geschichte und wurde zweitstärkste Partei. Pawkowicz hatte das Amt des Landesparteiobmanns und Klubobmanns bis zu seinem plötzlichen Tod inne. Nach seinem Tod wurde er auf dem Wiener Zentralfriedhof bestattet.

## Privates
Sein Sohn Alexander Pawkowicz (* 1975) war ebenfalls FPÖ-Politiker.

## Auszeichnungen
- Großes Ehrenzeichen für Verdienste um die Republik Österreich
- Goldenes Ehrenzeichen für Verdienste um das Land Wien